# Eumene II
Eumene Sotere (in greco antico: Εὐμένης Σωτήρ?, Euménēs Sōtḕr; 221 a.C. – 160 a.C.), chiamato nella storiografia moderna Eumene II, è stato un sovrano pergameno, re di Pergamo dal 197 a.C. fino alla sua morte.
Il suo nome è legato a numerosi celebri monumenti dell'antichità, tra cui l'altare di Pergamo, oggi custodito al Pergamonmuseum di Berlino, la biblioteca di Pergamo, con i quali arricchì la sua capitale, e la stoà sull'acropoli ateniese.

## Biografia
Seguendo le orme del padre collaborò con i romani, opponendosi prima ai macedoni, e dunque all'espansione dei Seleucidi verso l'Egeo, contribuendo alla sconfitta di Antioco il Grande in special modo nella battaglia navale di Corico (191 a.C.) e in quella terrestre di Magnesia (190 a.C.). Precedentemente, nel 195 a.C., aveva partecipato alla guerra laconica, assieme ai romani.

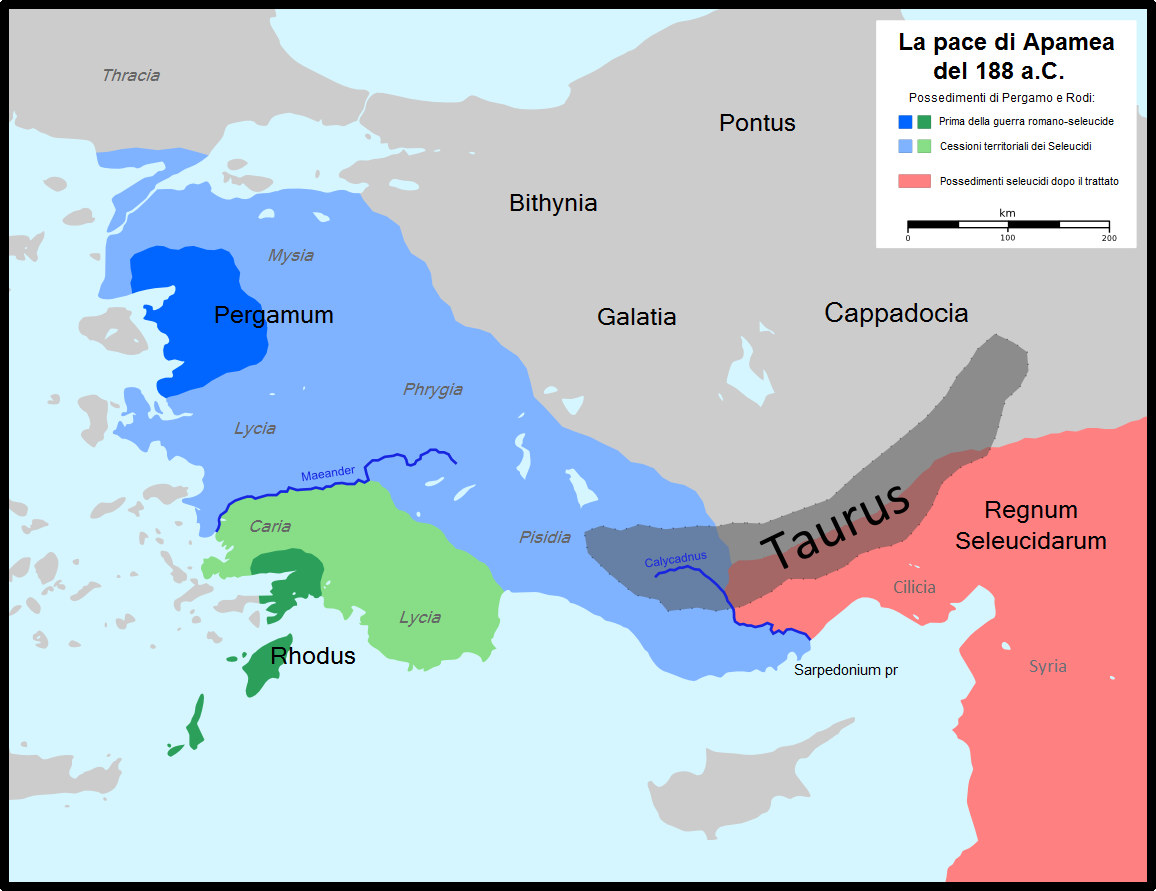
Il regno pergameno (in blu) con i relativi ingrandimento territoriali l'anno del trattato di Apamea (188 a.C.)

Dopo la pace di Apamea nel 188 a.C., ricevette le regioni di Frigia, Lidia, Pisidia, Panfilia, e parte della Licia dagli alleati romani, poiché questi non avevano nessun effettivo interesse ad amministrare il territorio nell'oriente ellenistico, bensì volevano un forte stato in Asia Minore che fungesse da baluardo contro ogni possibile futura espansione seleucide. I romani per debito di riconoscenza sostennero la sua campagna militare contro Prusia di Bitinia (186-185 a.C.), e il re del Ponto Farnace (183-179 a.C.).
Quando Perseo salì sul trono di Macedonia (179 a.C.) e tentò di rilanciare il prestigio del regno, ripristinando le vecchie alleanze con Achei, Seleucidi e con Rodi, Eumene II, preoccupato, inviò prontamente ambasciatori a Roma per convincere il popolo romano a intervenire. I Romani furono inizialmente restii a intraprendere una nuova guerra, ma quando un attentatore cercò (peraltro senza successo) di uccidere Eumene, Roma si decise a impiegare le sue forze armate in Macedonia. La terza guerra macedonica (171-168 a.C.) si concluse con la battaglia campale di Pidna che fu seguita dalla caduta del regno di Macedonia.
Poco dopo Eumene cadde in disgrazia dei romani per essere sospettato di cospirare con Perseo di Macedonia e di conseguenza nel 167 a.C., i romani fecero un tentativo fallimentare di corrompere suo fratello Attalo II, come un possibile pretendente al trono di Pergamo, dopo che Eumene si era rifiutato di andare in Italia a fare valere le sue ragioni.
Sposò Stratonice, figlia del re Ariarate IV di Cappadocia e di sua moglie Antiochis, da cui ebbe Attalo III. Eumene II morì nel 160 a.C. (o forse 159 a.C.) e poiché il loro figlio era ancora in minore età, il trono fu assunto dal fratello minore, Attalo II, che sposò la vedova di Eumene.
Durante il suo fiorente dominio sulla città realizzò una grande opera di edilizia monumentale destinata a rimanere famosa per secoli, l'altare di Zeus; costruì inoltre una stoà sull'acropoli ateniese. Una delle più grandi imprese di Eumene II fu l'espansione della biblioteca di Pergamo, una delle più grandi del mondo antico e il luogo tradizionalmente associato alla creazione della pergamena, sebbene a quel tempo esistesse già da secoli.